# 강윤 (배우)
강윤(본명 : 김진우, 1989년 2월 13일 ~ )은 대한민국의 배우이다.

## 이력
2007년 연극배우 첫 데뷔하였다.

## 학력
- 서울국악예술고등학교 (졸업)
- 공주영상대학 연기학과

## 출연작

### 영화
- 2013년 《금지된 장난》
- 2015년 《Dog Fight》 - 재훈 역
- 2017년 《왕을 참하라》 - 이혈 역
- 2023년 천만영화 《범죄도시 3》 - 키무 히로시 역(†)[3] (일본어 더빙: 오카다 유키) (인간말종 6. 토모의 부하)

### 드라마
- 《스터디그룹》 (2025년, 티빙) - 채선호 역
- 《3인칭 복수》 (2022년, 디즈니+) - 스터디그룹
- 일일드라마 《두 번째 남편》[4](2021년, MBC) - 김수철 역 (인간말종 3. 윤회장 집안의 수행비서)
- 《내 마음에 그린》 (2019년, 웹드라마) - 하준 역
- 《신의 퀴즈: 리부트》 (2018년,OCN) - 백유찬 역 (코다스팀 연구원)
- 《마음의 소리: 얼간이들》 (2018년,Netflix) - 간신 역（조석의 친구）
- 《역적 : 백성을 훔친 도적》 (2017년, MBC)
- 《미스터 글래머》 (2015년, 웹드라마) - 준수 역
- 《령 비긴즈》 (2014년, 웹드라마) - 장필중 역

### 방송
- 《최신유행 프로그램 2》 (2019년, XtvN)
- 《SNL 코리아 시즌 9》 (2017년, tvN)
- 《나도 영화 감독이다 2》 (2015년, 채널CGV)